# نیتا فراهانی

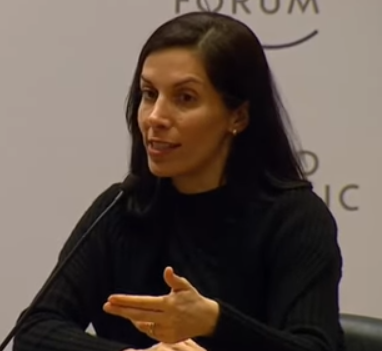
نیتا فراهانی در یک همایش

نیتا ا. فراهانی استاد و دانشمند ایرانی-آمریکایی است که دربارهٔ فناوری‌های جدید جامعه، حقوق و اخلاق تمرکز دارد. وی در حال حاضر حقوق و فلسفه را در دانشگاه دوک تدریس می‌کند و در آنجا مدیر مؤسس علوم و جامعه دوک و همچنین رئیس صندلی Bioethics and Science Policy MA است.
وی در بسیاری از کمیته‌ها، مشاوران و سایر گروه‌ها در قانون و جوامع زیست پزشکی با تمرکز بر فناوری‌هایی که پتانسیل فزاینده ای برای داشتن مسائل اخلاقی و حقوقی دارند، فعال است.
در سال ۲۰۱۰ وی توسط رئیس‌جمهور اوباما به کمیسیون ریاست جمهوری برای بررسی مسائل مربوط به زیستی منصوب شد.

## آموزش و پیشینه
فراهانی تحصیلات کارشناسی خود را در کالج دارتموث به پایان رساند و در آنجا لیسانس هنر (AB) در ژنتیک، سلول و زیست‌شناسی رشد و نمو به دست آورد.
فراهانی تحصیلات خود را در دانشگاه دوک در دورهام، کارولینای شمالی ادامه داد، جایی که موفق به اخذ مدرک دکترا، کارشناسی ارشد و دکترای فلسفه زیست‌شناسی و فقه شد. علاوه بر این، او در دانشگاه هاروارد برای تحصیل زیست‌شناسی و دریافت کارشناسی ارشد در این رشته شرکت کرد. از آن زمان او به تدریس و همچنین ارائه مشاوره حقوقی و اخلاقی برای بسیاری از افراد ادامه داده‌است.
فراهانی همچنین برای قاضی جودیت دبلیو راجرز از دادگاه تجدید نظر ایالات متحده برای دادگاه استیناف حوزه ناحیه کلمبیای ایالات متحده آمریکا منصوب شد.

## به عنوان یک مدرس

### وندربیلت
فراهانی کار خود را در دانشگاه وندربیلت آغاز کرد تا پایان‌نامه خود را تکمیل کند. با این حال، در سال ۲۰۰۶، وی به عنوان استادیار حقوق، در وندربیلت به کار خود ادامه داد. وی در سال ۲۰۱۱ آن جا را ترک کرد.

### ابتکار دوک برای علم و جامعه
فراهانی در حال حاضر استاد برجسته حقوق و فلسفه در دانشگاه دوک است. علاوه بر این، وی مدیر مؤسس ابتکار عمل دوک برای علم و جامعه و رئیس صندوق علوم زیستی و علوم MA می‌باشد.

#### برنامه سیاستگذاری زیست‌شناسی و علوم
برنامه سیاستگذاری زیست‌شناسی و علوم، برنامه ای است که با هدف ادغام آموزش‌های زیست‌شناسی و آموزش سیاست‌گذاری و قانون برای افزودن عمق جدید به آموزش در این مناطق طراحی شده‌است. این برنامه اولین در نوع خود است. در این برنامه سؤالات مربوط به پیشرفت‌های فناوری مؤثر بر اخلاق پیرامون علم بیولوژیک و علوم اعصاب مورد بحث قرار می‌گیرد و همچنین آماده‌سازی دانشجویان فارغ‌التحصیل برای برقراری ارتباط موثرتر علم با جامعه است.

#### SLAPLAB
SLAPLAB یک آزمایشگاه دوک برای علم و علوم آزمایشگاهی است که با هدف جذب دانشمندان در مقطع کارشناسی ارشد در تمام مقاطع تحصیلات تکمیلی و دانشکده‌ها طراحی شده‌است. در اینجا، زیر نظر فراهانی، آنها دربارهٔ مطالعات جدید در اخلاق در تقاطع علم، جامعه، حقوق و فلسفه بحث می‌کنند. علاوه بر این، آزمایشگاه، در مورد مطالعات جاری و تحقیقات جدید، ارتباط با مردم و سخنرانان متخصص میزبان مطالعات جدیدی را طراحی و انجام می‌دهد.
پروژه‌های تحقیقاتی و الزامات اعضاء را می‌توان در وب سایت SLAPLAB یافت.

## کمیته اخلاق ریاست جمهوری
در سال ۲۰۱۰، نیتا آ. فراهانی توسط پرزیدنت اوباما برای خدمت در کمیسیون ریاست جمهوری برای بررسی مسائل بیولوژیک منصوب شد. این کمیسیون در ۲۴ نوامبر ۲۰۰۹ توسط پرزیدنت اوباما ایجاد شد تا وی را در زمینه مسائل اخلاقی، حقوقی، اجتماعی و فلسفی در علوم زیست‌شناسی راهنمایی کند. علاوه بر این، این کمیسیون قانون اخلاقی را در زمینه تحقیق، ارائه مراقبت‌های بهداشتی و ایجاد فناوری زیستی برای تنظیم عملکرد مسئولانه در این زمینه‌ها پیشنهاد کرد. پرزیدنت اوباما در بیانیه‌ای دربارهٔ دستور اجرایی خود برای ایجاد این کمیسیون اظهار داشت، «از آنجا که ملت ما در علم و نوآوری سرمایه‌گذاری می‌کند و پیشرفت‌هایی را در زمینه تحقیقات زیست پزشکی و مراقبت‌های بهداشتی دنبال می‌کند، ضروری است که ما این کار را با روشی مسئولانه انجام دهیم.»

## کارهای قابل توجه دیگر

### انجمن‌ها و شوراهای حرفه ای
- عضو هیئت مدیره انجمن بین‌المللی علوم اعصاب (از سال 2012)[۳]
- عضو کارگروه بخش مغز و اعصاب چند شورای برای برین انستیتو
- شورای تحقیقاتی رئیس‌جمهور از انستیتوی تحقیقات پیشرفته کانادا
- شبکه خبره انجمن جهانی اقتصاد
- کمیسیون ریاست جمهوری برای بررسی مسائل بیولوژیکی[۴]
- رئیس منتخب بخش فقه برای انجمن دانشکده‌های حقوق آمریکا[۱۴]
- هیئت مشاوره علمی و اخلاقی چند شرکت

### ارائه کار
- همایش‌های دادگاه تجدید نظر ایالات متحده[۳]
- همایش دانشکده ملی دادگستری
- انجمن پیشرفت علوم آمریکا
- آکادمی‌های ملی علوم
- انجمن فلسفه سیاسی و حقوقی آمریکا
- جشنواره ایده‌های آسپن
- مجمع جهانی اقتصاد
- تد[۱۵]
- شهادت قبل از کنگره ایالات متحده[۱۶]

### تد تاک
در نوامبر سال ۲۰۱۸، فراهانی در مورد تأثیر احتمالی فناوری عصبی (رمزگشایی افکار انسانی) بر جوامع بین‌المللی در تدتاک صحبت کرد. برای محافظت از خود در برابر پیشرفت فناوری عصبی، فراهانی پیشنهاد می‌کند که حق آزادی شناختی به عنوان بخشی از اعلامیه جهانی حقوق بشر شناخته شود.